# Vilske tingslag
Vilske tingslag var ett tingslag i Skaraborgs län.
Tingslaget bildades 1680 och uppgick 1 januari 1948 i Skarabygdens domsagas tingslag.
Tingslaget omfattade Vilske härad och ingick i Skånings, Valle och Vilske domsaga från 1864 till 1944, i Skarabygdens domsaga därefter.
Från slutet av 1600-talet till 1758 var tingsstället i Gökhem, för att därefter vara i Torbjörntorp fram till 1782, då det flyttades till Falköping. År 1900 byggdes ett nytt tingshus i Floby som togs i bruk år 1901. Det ritades av arkitekten Lars Kellman. Tingslaget gick 1948 formellt upp i Skarabygdens domsagas tingslag men Floby behölls som tingsplats tillsammans med Skara och vid tingsrättsreformen år 1971 fördes det område som tidigare var Vilske tingslag till Falköpings tingsrätt istället för Lidköpings tingsrätt som övriga delen av Skarabygdens domsagas tingslag. Samtidigt flyttades verksamheten i Floby till Falköping.

### Fotnoter
1. ↑  Arkiv Digital - Vilske häradsrätt, läs online.[källa från Wikidata]
2. ↑  Elsa Trolle Önnerfors, Domsagohistorik Falköpings tingsrätt, läs online.[källa från Wikidata]
3. ↑  Mariestads länstidning (1900-10-17)
4. ↑  Trolle Önnerfors, Elsa. ”Domsagohistorik - Falköpings tingsrätt” (PDF). Tings- och rådhusinventeringen 1996 - 2007. http://bebyggelseregistret.raa.se/bbr2/show/bilaga/showDokument.raa;jsessionid=EE71129FDCD53207D25A6301BE21922C?dokumentId=21000001448652&thumbnail=false. Läst 10 augusti 2017.